# 福千明
福 千明（ふく ちあき、1981年12月7日- ）は日本の女性タレント。大阪府出身。元所属事務所はクイーンズアベニューアルファ。

## 活動

### グラビア
デジドルの第6期生（2002年12月5日 - 2003年3月10日）のランキング第19位。
グラビアは主にワニマガジンの「Chuッ SPECIAL」に掲載された。

### ラジオ
- ピートム.Comic Jack（ABCラジオ、2002年10月 - 2004年3月）